# Mars–500
A Mars–500 egy, a lehetséges Mars-küldetések előkészítését célzó pszichológiai és orvosbiológiai kísérletsorozat volt 2007 és 2011 között. A projektben Oroszország (Roszkoszmosz, Orosz Tudományos Akadémia), az Európai Űrügynökség (ESA) és Kína űrkutatási szervezetei vettek részt. A kísérlet helyszíne az Orosz Tudományos Akadémia Orvosbiológiai Problémák Intézete (IBMP) volt Moszkvában.
2007 és 2011 között három, önkéntesekből álló legénység élt és dolgozott egy Földön telepített űrhajó-szimulátor komplexumban.

## Célok
A MARS–500 kísérletet a hosszútávú űrutazással összefüggésben jelentkező pszichológiai, orvosi és műszaki kihívások vizsgálatára tervezték. Vizsgálták többek között az elszigeteltség és a bezártság pszichológiai hatásait, az erőforrás-menedzsment hatékonyságát, valamint a legénység egészségét és teljesítményét egy hermetikusan zárt környezetben. A kommunikációt a Föld és a Mars közötti valós jelterjedési időt szimuláló, akár 25 perces késleltetéssel modellezték.

### Tudományos célok
A Mars–500 tudományos célja az volt, hogy adatokat gyűjtsenek az emberi tényezőkről egy hosszú távú űrutazás során, különös tekintettel a legénység egészségére, pszichológiai állapotára és teljesítményére egy elszigetelt, zárt környezetben (egy szimulált űrhajóban, korlátozott erőforrásokkal és egészségügyi létesítményekkel, a Marsra vezető feltételezett 7–9 hónapos utazás során).

### Kísérleti szakaszok
2007 és 2011 között összesen 640 napot szántak a kísérletek elvégzésére, amelyet három különböző hosszúságú szakaszra bontottak. Mindegyik szakasz alatt az önkéntesek egy szimulátorban éltek és dolgoztak. A külvilággal folytatott kommunikáció korlátozott volt és a valósághoz közeli, akár 25 perces késleltetéssel volt modellezve. Egyes valós űrbéli körülményeket, mint a mikrogravitáció vagy a kozmikus sugárzás hatásait, a földi kísérlet nem tudta reprodukálni.
Az első, 14 napos kísérleti szakasz 2007. november 15. és 27. között zajlott. Ennek a célja a felszerelés, a létesítmény és a működési procedúrák tesztelése volt.
A második, 105-napos szakasz 2009. március 31-én kezdődött. Ez alatt a szakasz alatt 6 önkéntes lakott a kísérleti létesítményben. Ez a szakasz 2009. július 14-én ért véget.
Az utolsó, 520 napos kísérlet célja egy teljes hosszúságú Mars-küldetés szimulációja volt, beleértve az utazást, a Mars körüli keringést, a felszínre szállást és a visszatérést. A kísérlethez 6 önkéntest zártak a létesítménybe 2010. június 3-án. Közülük 3 fő volt orosz, egy francia, egy olasz–kolumbiai és egy kínai. Ez a kísérlet tartalmazott egy Marsra szállás szimulációt is, három szimulált felszíni "sétával". A kísérlet 2011. november 4-én ért véget, minden résztvevő kielégítő fizikai és pszichológiai állapotban fejezte be a küldetést.
2013 januárban a Proceedings of the National Academy of Sciences című folyóiratban publikált tanulmány szerint az 520 napos kísérlet hat résztvevőjéből négynél jelentkeztek alvási problémák és a pihenési/aktivitási ciklus zavarai. Egyeseknél csökkent a fizikai aktivitás és időnként elszigetelődtek a többiektől a szállásukon.

## A létesítmény

A Mars-500 kísérleti létesítmény moduljai

### Lakómodul (EU–150)
A lakómodul volt a legénység fő tartózkodási helye. A 3,6×20 méteres, henger alakú modul tartalmazott egy közös konyhát étkezővel, egy nappalit, egy fő vezérlőtermet és egy mellékhelyiséget. A személyes hálófülkék mérete egyenként körülbelül 3 m2, mindegyik tartalmazott egy ágyat, egy asztalt, egy széket és polcokat a legénység személyes tárgyainak.

### Egészségügyi modul (EU–100)
Az egészségügyi modul egy 3,2×11,9 méteres, henger alakú modul, amely tartalmazott egy mellékhelyiséget, két betegágyat és orvosi eszközöket a rutin vizsgálatokhoz és telemedicinális konzultációkhoz. Ha a kísérlet alatt a legénység egy vagy több tagja megbetegedett volna, ebben a modulban lehetett volna elkülöníteni és orvosi kezelés alatt tartani.

### Mars-leszállás szimulátor modul (SMS)
Ez egy nagy, körülbelül 1200 négyzetméteres zárt csarnok volt, amely a marsi felszínt imitálta homokkal borítva. Az 520 napos kísérlet során a legénység kijelölt tagjai itt hajtották végre a szimulált "marsi sétákat".

### Raktármodul (EU–250)
Ebben a 3,9×24 méteres modulban raktározták az élelmiszerkészletek nagy részét, fogyóeszközöket és egyéb felszereléseket, valamint itt volt egy kísérleti üvegház is.

## Önkéntesek

### Meghirdetett feltételek
A Mars–500 projekt a következő jelentkezési feltételeket hirdette meg a potenciális résztvevőknek:
Kor: 25–50 év között
Felsőfokú végzettség
Szakmai követelmények (legalább egy az alábbiakból):
- - orvos (általános vagy sürgősségi orvosi ismeretekkel)
  - biológus
  - mérnök – életfenntartó rendszerek specialistája
  - mérnök – számítástechnikai specialista
  - mérnök – elektronikai specialista
  - mérnök – gépészmérnök

Az angol és az orosz nyelv munkaképes szintű ismerete.

### Az első (14 napos) kísérleti szakasz önkéntesei
| önkéntes neve                     | születési év | foglalkozás                                                                                   |
| --------------------------------- | ------------ | --------------------------------------------------------------------------------------------- |
| Anton Artamonov                   | 1982         | mérnök, orvos és programozó                                                                   |
| Oleg Germanovics Artyemjev        | 1970         | mérnök és űrhajós, aki később a Nemzetközi Űrállomáson is járt                                |
| Alekszandr Kovaljov               | 1982         | mérnök, az Orosz Tudományos Akadémia Orvosbiológiai Problémák Intézetének munkatársa          |
| Dmitrij Perfilov                  | 1975         | aneszteziológus, az Orosz Tudományos Akadémia Orvosbiológiai Problémák Intézetének munkatársa |
| Szergej Nyikolajevics Rjazanszkij | 1974         | parancsnok, fiziológus és űrhajós, aki később a Nemzetközi Űrállomáson is járt                |
| Marina Tuguseva                   | 1983         | biológus, kutató az Orosz Tudományos Akadémia Orvosbiológiai Problémák Intézeténél            |

### A második (105 napos) kísérleti szakasz önkéntesei
| önkéntes neve                     | születési év | foglalkozás                                          |
| --------------------------------- | ------------ | ---------------------------------------------------- |
| Oleg Germanovics Artyemjev        | 1970         | űrhajós                                              |
| Alekszej Baranov                  |              | orvos                                                |
| Cyrille Fournier                  |              | pilóta (Air France)                                  |
| Oliver Knickel                    |              | gépészmérnök (Német Hadsereg)                        |
| Szergej Nyikolajevics Rjazanszkij | 1974         | űrhajós, aki később a Nemzetközi Űrállomáson is járt |
| Alekszej Spakov                   |              | sportpszichológus                                    |

### A harmadik (520 napos) kísérleti szakasz önkéntesei
A harmadik, teljes időtartamú kísérletre több mint 6000 fő jelentkezett mintegy 40 országból. A kiválasztott hatfős legénység tagjai közül hárman oroszok, ketten európaiak (egy francia és egy olasz-kolumbiai kettős állampolgár) és egy kínai volt. Eltérő szintű angol nyelvtudással rendelkeztek, és nem mindegyikük beszélt oroszul.
| önkéntes neve                      | nemzetiség      | foglalkozás                               |
| ---------------------------------- | --------------- | ----------------------------------------- |
| Romain Charles                     | francia         | mérnök (ESA)                              |
| Szukrob Rusztamovics Kamolov       | orosz           | sebész                                    |
| Alekszej Szergejevics Szityev      | orosz           | mérnök, a küldetés parancsnoka            |
| Alexandr Jegorovics Szmolejevszkij | orosz           | orvos-kutató                              |
| Diego Urbina                       | olasz/kolumbiai | mérnök (ESA)                              |
| Wang Yue (王跃)                    | kínai           | A Kínai Űrhajóskiképző Központ munkatársa |

## Fordítás
Ez a szócikk részben vagy egészben  a   MARS-500 című angol Wikipédia-szócikk fordításán alapul.  Az eredeti cikk szerkesztőit annak laptörténete sorolja fel. Ez a jelzés csupán a megfogalmazás eredetét és a szerzői jogokat jelzi, nem szolgál a cikkben szereplő információk forrásmegjelöléseként.